# غراب (أسطورة)
الغراب (بالإنجليزية: Crow)‏ طائر أسود كثيرا ما يرتبط بالشيطان في رموز التراث المسيحي، وفي التراث الشعبي الإنجليزي، ويقال إن الغراب يزور جهنم في منتصف الصيف من كل عام، ويدفع راتبا للشيطان مجموعة من ريشه، ويبدو أنه السبب في غياب الطائر في فصل الصيف، ولما كان الناس يجهلون هجرة الطيور فقد صدقوا هذه الأسطورة، وإن كان بلوتارخ المؤرخ اليونانی يستخدم الغراب في إحدى مقالاته کرمز للعفة يقول: إنه مخلص لزوجته فهو لا يتزوج مرة أخرى إذا فقد رفیقته إلا بعد تسعة أجيال من البشر، فهل كانت بنلوب التي نقضت غزلها (زوجة أودسيوس) تستطيع ذلك؟ هكذا يتساءل المؤرخ.